# Spring fire
Spring fire is een compositie van Arnold Bax. Het draagt wel de toevoeging symfonie, maar het werk is niet in de strikte vorm daarvan geschreven. Symfonie verwijst hier meer naar samenspel. Het valt voor wat betreft titel ook niet in de reeks van zeven genummerde symfonieën van Bax.
Bax liet zich inspireren door het werk van Atalanta in Calydon van Algernon Charles Swinburne, dat ook Granville Bantock als inspiratiebron had gebruikt voor een van zijn werken. Bax kwam met een vijfdelig werk, waarbij de delen I en II soms worden samengevoegd. Er is redelijk veel bekend over het werk, het schreef geschiedenis binnen het oeuvre van Bax. De geplande première in 1914 in Norwich kwam te vervallen vanwege de uitbraak van de Eerste Wereldoorlog. In 1916 wilde Thomas Beecham het gaan uitvoeren, maar kreeg te weinig repetitietijd voor het in zijn ogen moeilijk werk. Daarna was het de beurt aan Balfour Gardiner in 1919, maar die kreeg het ook niet rond. Bax zou het werk uiteindelijk nooit horen uitvoeren. Als dan in 1964 het manuscript na redigeerwerk naar de muziekuitgeverij Chappell & Co wordt gezonden, brandt het gebouw af. Het werk werd toen onterecht als vernietigd opgegeven, er bleek nog een manuscript te zijn. Op 8 december 1970 vond de première pas plaats door het vrijwel onbekende Kensington Symphony Orchestra onder leiding van Leslie Head. In 1996 was het werk te horen en te zien tijdens de Promsconcertreeks, Mark Elder gaf toen leiding aan het BBC Symphony Orchestra.
Bax gaf kleine toelichtingen bij de delen verwijzend naar een soort sprookjesbos met faunen:
- In the forest before dawn (een uur voor zonsopgang na nachtelijke regenbuien)
- Daybreak and sunrise (zonsopgang)
- Full day (voorafgegaan door een citaat uit Swinburnes tekst: "Come with bows bent and emptying of quivers")
- Woodland love (een romance, opnieuw een citaat: "For winter rains and ruins are over")
- Maenads

Orkestratie:
- 3 dwarsfluiten (III ook piccolo), 2 hobo’s, 1 althobo, 3 klarinetten, 1 basklarinet, 2 fagotten, 1 contrafagot
- 4 tot 6 hoorns,  3 trompetten, 3 trombones, 1 tuba
- pauken, percussie, celesta, piano, 2 harpen
- violen, altviolen, celli, contrabassen

In 2017 zijn twee opnamen beschikbaar:
- Vernon Handley leidde het Royal Philharmonic Orchestra in een opname uit januari 1986 voor Chandos
- Mark Elder leidde het Hallé Orchestra in een opname van circa 2010, uitgegeven door het platenlabel van genoemd orkest.